# Vakesima Kanon
Vakesima Kanon (分島花音; Hepburn: Kanon Wakeshima; Tokió, 1988. június 28. –) japán énekes és csellista.
2008. május 28-án debütált első dalával, a Still Dollal, ami a Vampire Knight című animesorozat zárófőcím dala lett. A sorozat nyolcadik részében, Vakesima egy szobalányt is szinkronizált.
Második dala a Szuna no osiro (2008. november 12.), ez a dal a Vampire Knight animesorozat második évadának (Guilty) záródala.